# Hideki Okajima
Hideki Okajima (岡島 秀樹, Okajima Hideki, né le 25 décembre 1975 à Fushimi-ku, Kyōto, Japon) est un lanceur de relève gaucher de baseball.
Il évolue dans la NPB, au Japon, de 1994 à 2006, puis en 2012, 2014 et 2015. Il joue dans la Ligue majeure de baseball en Amérique du Nord de 2007 à 2011 ainsi qu'en 2013. En février 2016, il signe un contrat avec les Orioles de Baltimore.
Il représente les Red Sox de Boston de la MLB au match des étoiles en 2007 et remporte avec eux la Série mondiale la même année.

## Carrière

### Yomiuri Giants
Hideki Okajima évolue pour les Yomiuri Giants de la Ligue centrale du Japon de 1994 à 2005.

### Red Sox de Boston

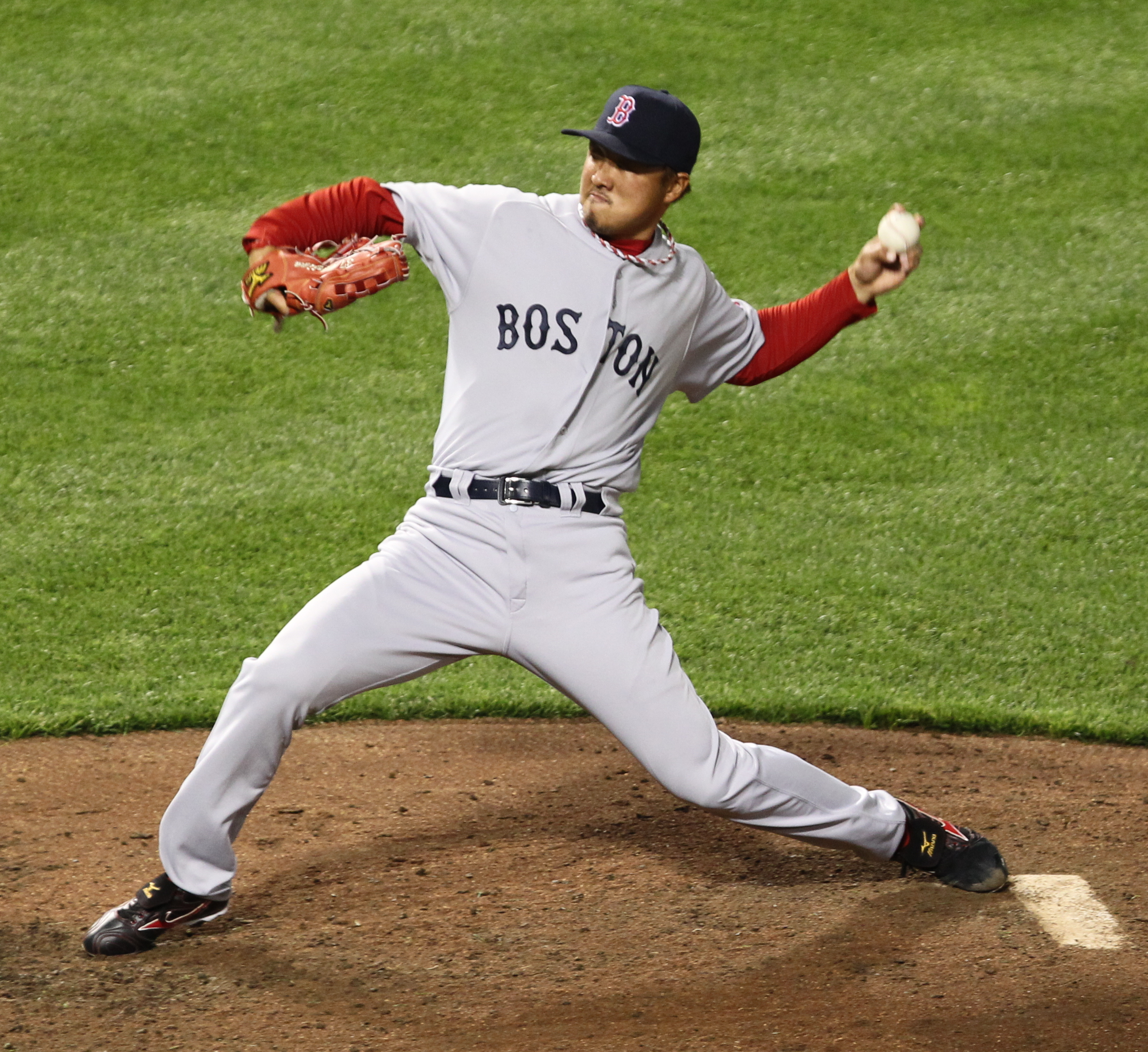
Hideki Okajima lançant en 2011 pour les Red Sox de Boston.

Hideki Okajima fait une entrée remarquée dans les Ligues majeures de baseball en 2007. Il joue son premier match professionnel en Amérique du Nord le 2 avril avec les Red Sox de Boston à l'âge de 31 ans. Les choses commencent plutôt mal lorsque John Buck des Royals de Kansas City frappe un coup de circuit sur le premier lancer d'Okajima dans le baseball majeur. Il est le 10e lanceur de l'histoire de la MLB à accorder un circuit dès son premier lancer. Par la suite, Okajima n'accorde pas un seul point à un adversaire des Red Sox avant la fin mai. Il s'impose rapidement comme le releveur chargé de protéger l'avance des siens et préparer l'entrée dans la partie du stoppeur étoile Jonathan Papelbon.
Invité au match des étoiles dès sa première saison, Hideki Okajima termine 6e au vote de fin d'année désignant la meilleure recrue dans la Ligue américaine. Son coéquipier Dustin Pedroia remporte le prix et un autre joueur japonais des Red Sox, Daisuke Matsuzaka, qui fait ses débuts une journée après Okajima, prend le 4e rang du scrutin.
Okajima fait 66 apparitions en relève à sa saison recrue et maintient sa moyenne de points mérités à 2,22 en 69 manches lancées. Impeccable dans les deux premières rondes des séries éliminatoires, où il n'accorde aucun point en 7 manches et un tiers aux Angels de Los Angeles et aux Indians de Cleveland, il est moins solide en grande finale mais savoure la conquête de la Série mondiale 2007 avec les Red Sox.
Il enchaîne deux excellentes saisons comme lanceur de relève des Red Sox. Ceux-ci l'envoient au monticule dans 64 parties en 2008 et il affiche une moyenne de points mérités de 2,61 en 62 manches lancées.
En 2009, Okajima remporte 6 victoires contre aucune défaite. Il lance 68 matchs et présente une moyenne de 3,39 points mérités accordés par partie en 61 manches au monticule.
Sa saison 2010 est moins reluisante avec une moyenne de 4,50 en 46 manches. Il n'est pas gardé dans l'effectif des Red Sox en 2011 et passe l'année en ligues mineures à Pawtucket, ne faisant que 7 apparitions pour Boston en avril et mai.

### Fukuoka SoftBank Hawks
En décembre 2011, Okajima signe un contrat des ligues mineures avec les Yankees de New York. Mais un examen médical révèle qu'il n'est pas dans une forme satisfaisante et les Yankees révoquent le contrat à la mi-février. Okajima se tourne alors vers le Japon et retourne dans son pays natal, où il évolue une saison pour les Fukuoka SoftBank Hawks. Il n'accorde que six points, dont cinq mérités, durant toute la saison et affiche une moyenne de points mérités de 0,96 en 47 manches et deux tiers lancées lors de 56 sorties en relève.

### Athletics d'Oakland
Le 12 février 2013, Okajima signe un contrat des ligues mineures avec les Athletics d'Oakland de la Ligue majeure de baseball.

### Retour au Japon
Okajima évolue pour les Fukuoka SoftBank Hawks en 2014 et pour les Bay Stars de Yokohama en 2015.m

### Orioles de Baltimore
En février 2016, Okajima signe un contrat des ligues mineures avec les Orioles de Baltimore.

## Style
Hideki Okajima est connu pour son style peu orthodoxe pour un lanceur de baseball. Le principal intéressé dit avoir copié son style non pas sur un joueur réel mais sur un lanceur de baseball fictif nommé Kazuya Aiba, héros d'un manga nommé Ace, capable de retirer sur des prises chaque frappeur qu'il affrontait. Okajima pensait pouvoir augmenter la puissance et la rapidité de ses lancers de la même manière, ce qui ne s'est pas produit, sa balle rapide n'ayant jamais été très réputée. Cependant, sa motion inhabituelle, pendant laquelle il semble ne jamais regarder la cible présentée par son receveur semble avoir décontenancée de nombreux frappeurs à son arrivée en Amérique du Nord.